# Zapovednik Kivatsj
Zapovednik Kivatsj (Russisch: Государственный природный заповедник «Кивач»; Karelisch: Kivaččun luonnonpuisto; Fins: Kivatsun luonnonpuisto) is gelegen in de Russische deelrepubliek Karelië. Zapovednik Kivatsj is een van de oudste reservaten van Rusland en was het eerste natuurreservaat in Karelië. De oprichting vond plaats op 11 juni 1931 en werd destijds bij wet bekrachtigd door de Raad van Volkscommissarissen van de Karelische ASSR. Het reservaat heeft een oppervlakte van 108,8 km².

## Biotoop
Zapovednik Kivatsj ligt in de taigagordel en wordt gekenmerkt door de aanwezigheid van mosrijke bossen bestaande uit fijnsparren (Picea abies) en grove dennen (Pinus sylvestris). Deze worden afgewisseld door kleine bestanden met ruwe iep (Ulmus glabra) en winterlinde (Tilia cordata). In opener delen groeien espen (Populus tremula) en berken (Betula) en langs rivieren ook elzen (Alnus).

## Fauna
In Zapovednik Kivatsj leven vogels die kenmerkend zijn voor de boreale zone, zoals het auerhoen (Tetrao urogallus), hazelhoen (Tetrastes bonasia), laplanduil (Strix nebulosa) en drieteenspecht (Picoides tridactylus). In de meer loofbosrijke gedeelten zijn bijvoorbeeld grijskopspechten (Picus canus), witrugspechten (Dendrocopos leucotos) en roodmussen (Carpodacus erythrinus) te vinden. Onder de wijdverspreide zoogdieren bevinden zich het eland (Alces alces), boommarter (Martes martes) en das (Meles meles). Zeldzaam zijn de wolf (Canis lupus), bruine beer (Ursus arctos), veelvraat (Gulo gulo) en Euraziatische lynx (Lynx lynx). De boslemming (Lemmus lemmus) is in cycli van enkele jaren zeer talrijk, maar zijn kort na elke lemmingpiek weer erg schaars.

## De waterval van Kivatsj
De waterval Kivatsj en is gelegen aan de rivier Soena. Voorheen was de waterval krachtiger en kon hij met een vrije val van 10,7 meter concurreren met de Zwitserse Rheinfall. Aan het eind van de jaren 20 werd echter een deel van de watertoevoer van de Soena, omgeleid naar de in 1929 gebouwde waterkrachtcentrale aan het meer Sandal. Ook werd er ondanks de oprichting van het natuurreservaat in 1931, een dam gebouwd in 1936 aan het meer Girvas, om water van de Soena via een kanaal om te leiden naar de waterkrachtcentrale. Deze maatregelen zorgden voor een verminderde toestroom van water door de Soera en deed de waterval slinken. Desondanks behoort de waterval van Kivatsj nog tot de belangrijkste attracties in het gebied.

## Afbeeldingen

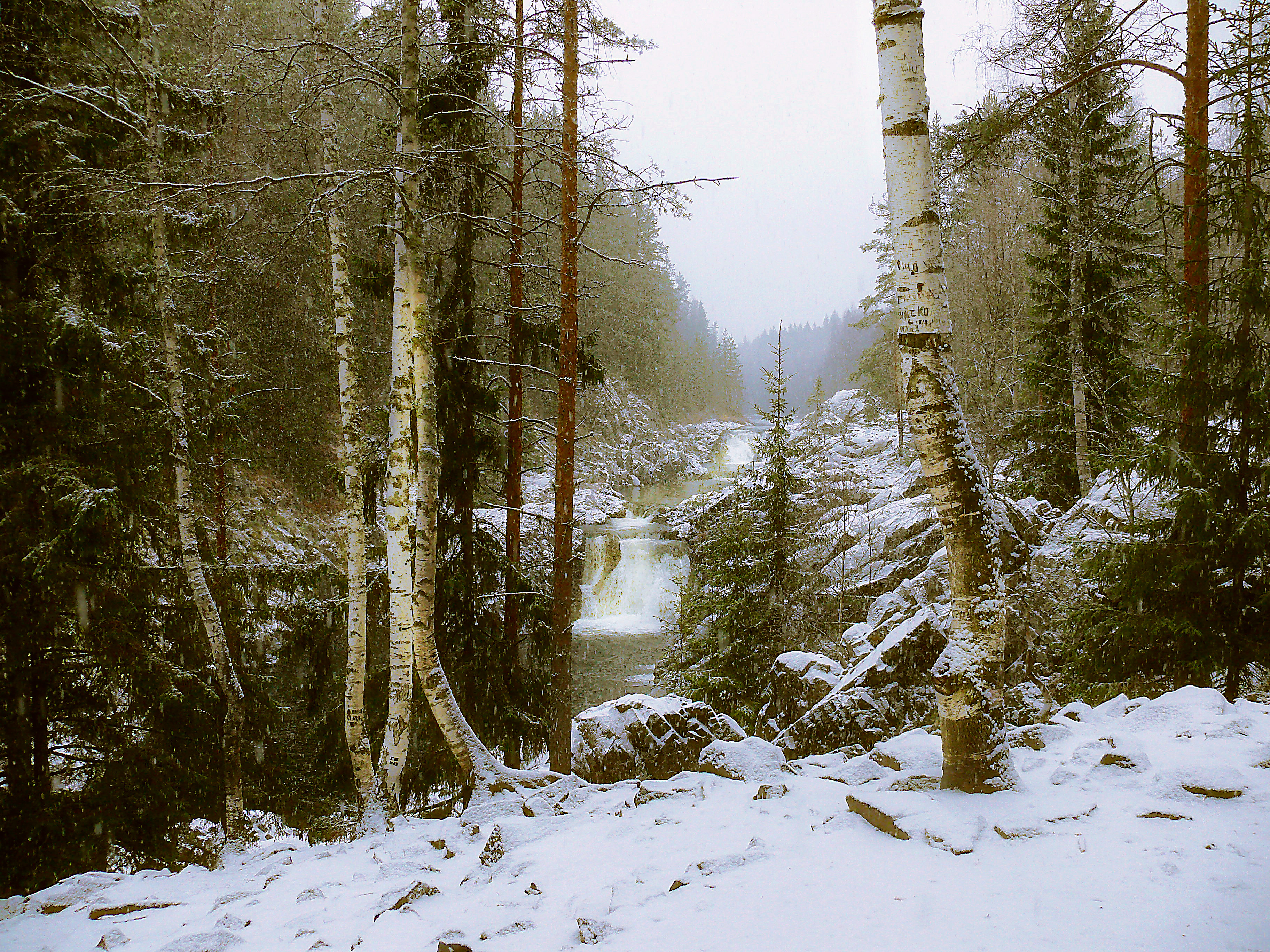
Taiga langs de rivier Soena.
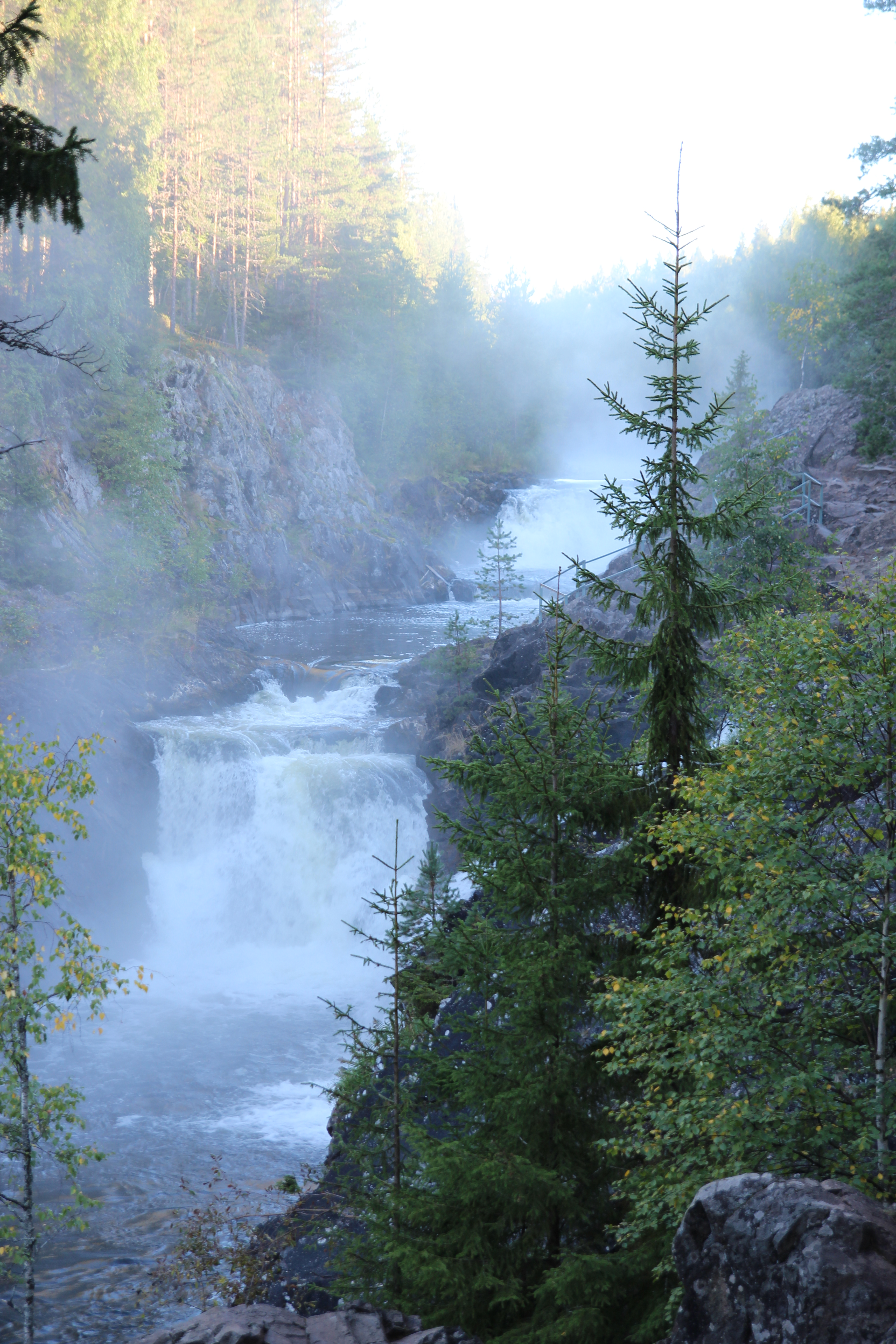
De waterval van Kivatsj.
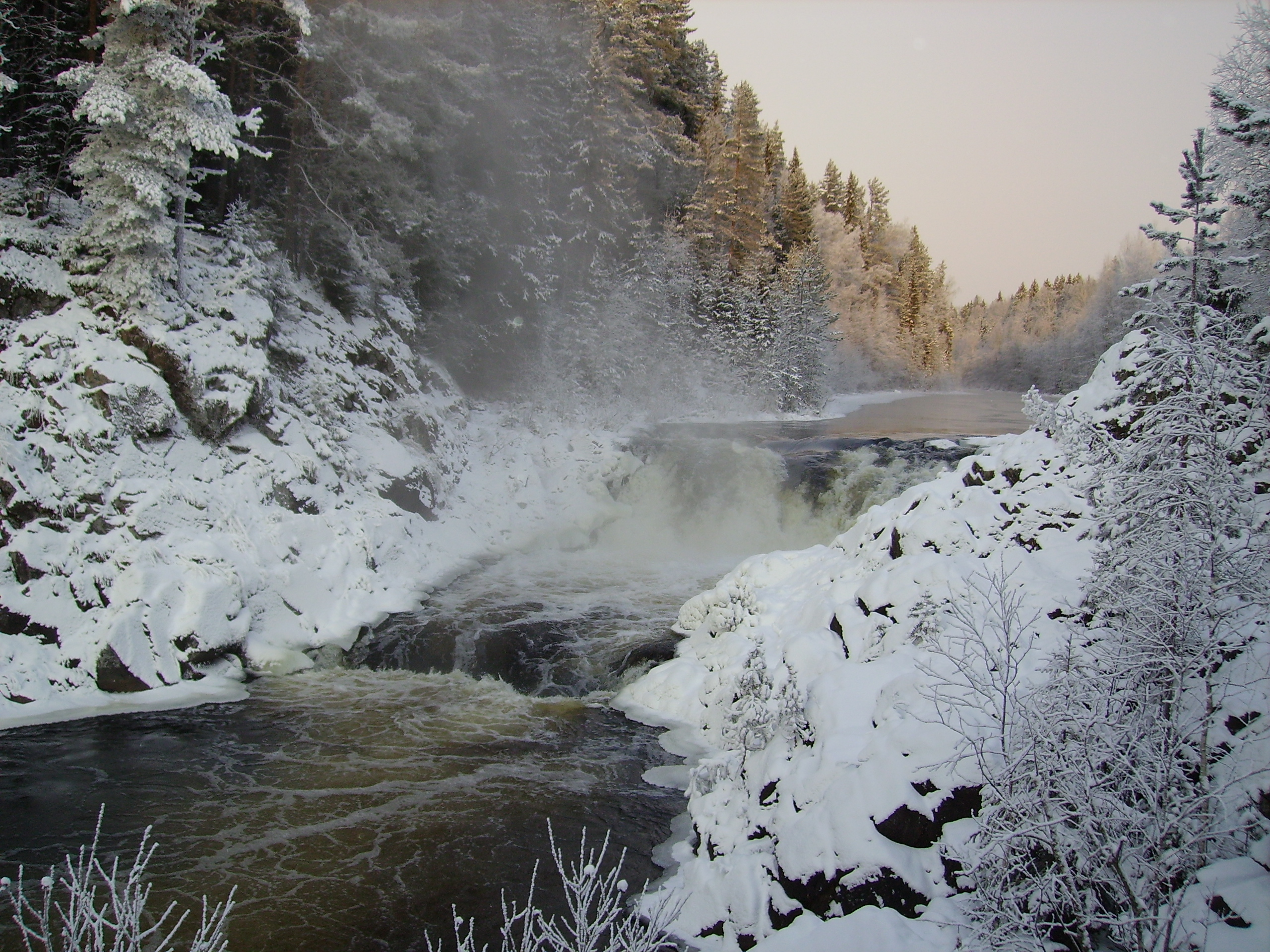
Winterse situatie aan de waterval van Kivatsj.
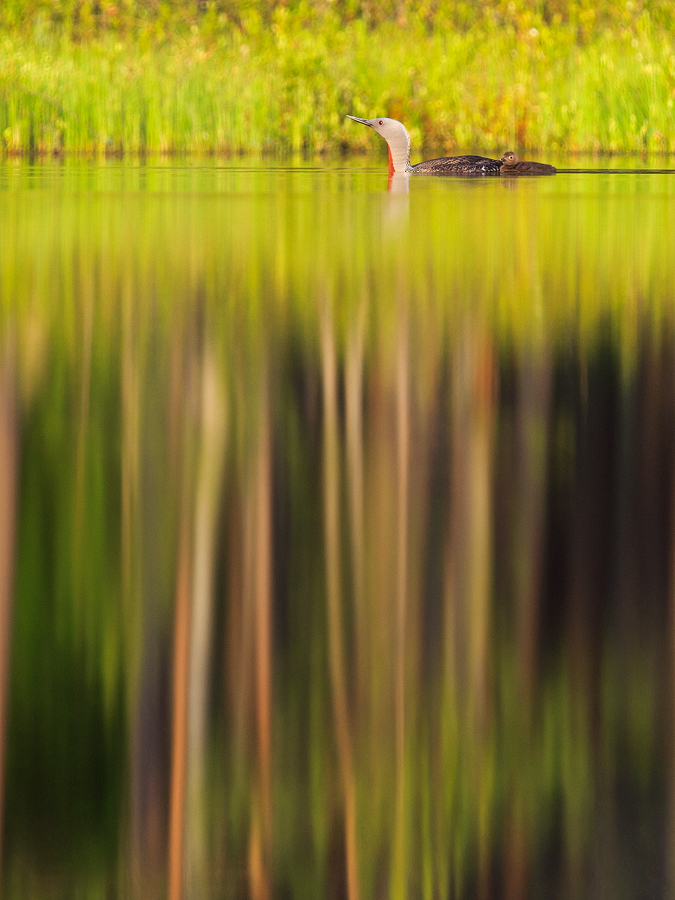
Een roodkeelduiker (Gavia stellata) met jong in Zapovednik Kivatsj.
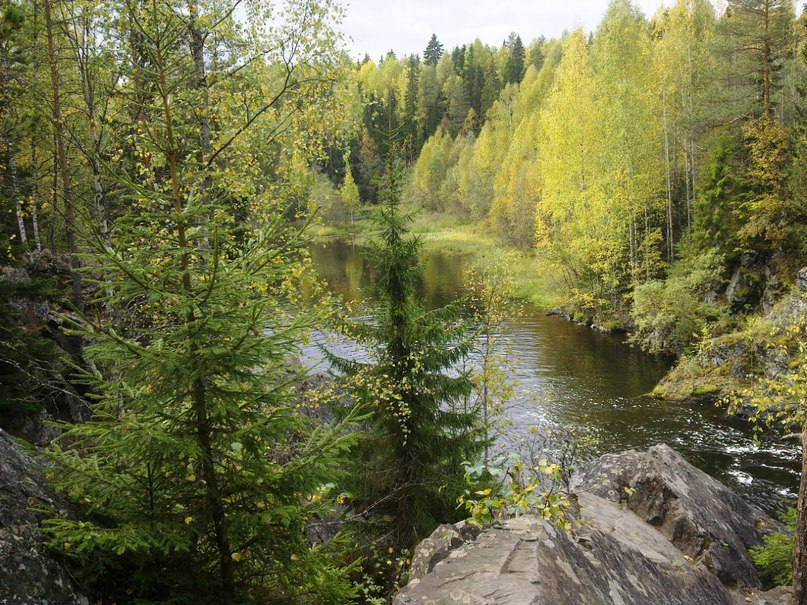
Langs de rivier Soena.
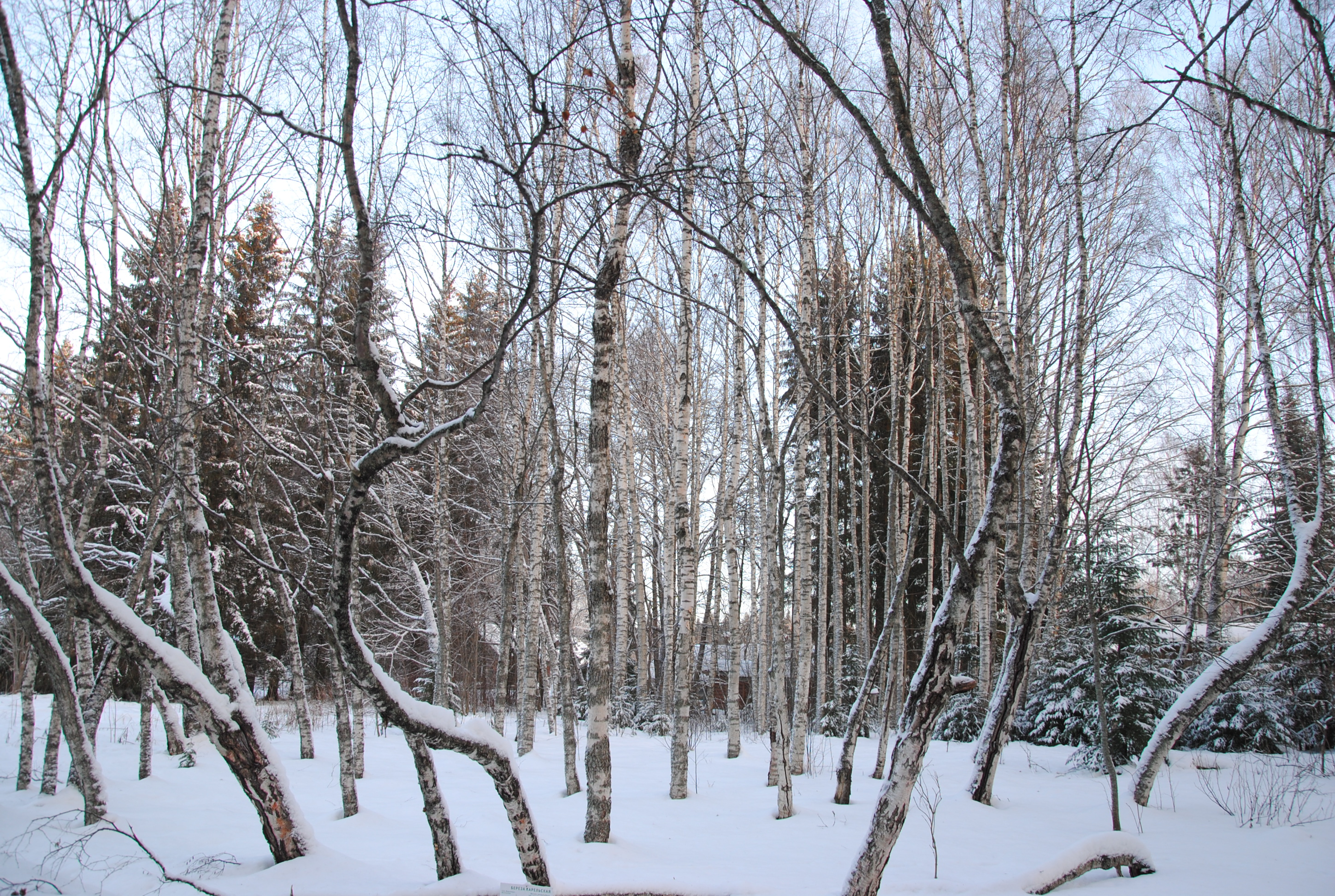
Berkenbos nabij een datsja.